# Eric Portman
Eric Portman (13 de julio de 1901 – 7 de diciembre de 1969) fue un actor teatral, cinematográfico y televisivo de nacionalidad británica. Es probablemente recordado por sus papeles en varias películas dirigidas por Michael Powell y Emeric Pressburger en los años 1940.

## Biografía
Nacido en Halifax (Yorkshire del Oeste), Inglaterra, su nombre completo era Eric Harold Portman. En 1922 empezó a trabajar como vendedor en el departamento masculino de Marshall & Snelgrove en Leeds, a la vez que actuaba en la Halifax Light Opera Society como aficionado. Debutó como profesional en 1924 con la compañía de Henry Baynton, antes de ser contratado por Lilian Baylis para actuar en la compañía del Old Vic. En 1928 fue Romeo en el Old Vic, empezando así a forjarse una reputación como experto intérprete de Shakespeare. 
Comenzó a actuar en el cine en los años 1930. En 1935 actuó en cuatro filmes, entre ellos Maria Marten or Murder in the Red Barn. En 1945, los exhibidores le votaron como la decimal estrella británica más taquillera, manteniendo esa posición al siguiente año.
Como actor teatral, en 1957 fue el Major Pollock en la pieza de Terence Rattigan Mesas separadas, representada en el circuito de Broadway. Por esta actuación fue nominado al Premio Tony al mejor actor.
Cerca del final de su vida, dio vida al Número Dos en la serie televisiva The Prisoner, actuando en el episodio "Free For All" (1967).
Eric Portman falleció en 1969 en su casa en St Veep, Inglaterra, por una enfermedad cardiaca. Tenía 68 años de edad. Fue enterrado en la Parroquia de St Veep.

## Teatro (selección)
- 1924-1925 : Hamlet, Antonio y Cleopatra, La comedia de las equivocaciones, Henry VIII, La fierecilla domada y El sueño de una noche de verano, de William Shakespeare
- 1926-1927 : Hamlet, de William Shakespeare, con Heather Angel y Esmond Knight
- 1927-1928 : Mucho ruido y pocas nueces (con Sybil Thorndike), El rey Lear, Romeo y Julieta, El mercader de Venecia, La fierecilla domada (con Sybil Thorndike), Enrique V (con John Laurie y Sybil Thorndike), Hamlet y Los dos nobles caballeros, todas de William Shakespeare; The School for Scandal, de Richard Brinsley Sheridan (temporada; con Torin Thatcher en todas esas piezas)
- 1928-1929 : Enrique V, de William Shakespeare, con John Laurie, Torin Thatcher y Sybil Thorndike
- 1930 : She Stoops to Conquer, de Oliver Goldsmith
- 1930-1931 : El rey Lear, de William Shakespeare, con John Gielgud y Ralph Richardson
- 1933-1934 : Richard of Bordeaux, de Gordon Daviot, con John Gielgud
- 1937 : Madame Bovary, adaptación de Benn W. Levy de la novela homónima de Gustave Flaubert, con Ernest Cossart y O. Z. Whitehead
- 1938 : The Masque of Kings, de Maxwell Anderson, con Milton Rosmer
- 1938 : I Have Been Here Before, de J. B. Priestley, con Wilfrid Lawson
- 1938-1939 : The Intruder, de François Mauriac
- 1939-1940 : Jeannie, de Aimeé Stuart
- 1950-1951 : His Excellency, de Campbell Christie
- 1951-1952 : The Moment of Truth, de Peter Ustinov
- 1954-1955 : Mesas separadas, de Terence Rattigan, con Margaret Leighton
- 1958 : Jane Eyre, adaptación de Huntington Hartford de la novela homónima de Charlotte Brontë, con Blanche Yurka y Francis Compton
- 1958-1959 : A Touch of the Poet, de Eugene O'Neill, con Betty Field y Helen Hayes
- 1959 : Flowering Cherry, de Robert Bolt, con Wendy Hiller
- 1962 : A Passage to India, adaptación de Santha Rama Rau de la novela homónima de E. M. Forster, con Leonardo Cimino, Gladys Cooper, Donald Moffat y Zia Mohyeddin
- 1968 : Justice, de John Galsworthy, con Barbara Murray

## Selección de su filmografía
- 1933 : The Girl from Maxims
- 1935 : Maria Marten or Murder in the Red Barn
- 1935 : Hyde Park Corner
- 1935 : Old Roses
- 1935 : Abdul the Damned
- 1936 : Hearts of Humanity
- 1936 : The Cardinal
- 1936 : The Crimes of Stephen Hawke
- 1937 : Moonlight Sonata
- 1937 : El príncipe y el mendigo
- 1941 : 49th Parallel
- 1942 : One of Our Aircraft Is Missing
- 1942 : Uncensored
- 1943 : Squadron Leader X
- 1943 : We Dive at Dawn
- 1943 : Millions Like Us
- 1943 : Escape to Danger
- 1944 : A Canterbury Tale
- 1945 : Great Day
- 1946 : Men of Two Worlds
- 1946 : Wanted for Murder
- 1947 : Dear Murderer
- 1947 : The Mark of Cain
- 1948 : Daybreak
- 1948 : Corridor of Mirrors
- 1948 : The Blind Goddess
- 1949 : The Spider and the Fly
- 1950 : Cairo Road
- 1951 : The Magic Box
- 1952 : His Excellency
- 1953 : South of Algiers
- 1954 : The Golden Mask
- 1955 : The Colditz Story
- 1955 : The Deep Blue Sea
- 1956 : Child in the House
- 1957 : The Good Companions
- 1960 : Naked City, episodio The Pedigree Sheet
- 1961 : The Naked Edge
- 1962 : Freud, pasión secreta
- 1963 : West 11
- 1963 : The Man Who Finally Died
- 1965 : The Bedford Incident
- 1966 : The Spy with a Cold Nose
- 1967 : The Whisperers
- 1968 : Deadfall
- 1968 : Assignment to Kill